# Vzpírání na Letních olympijských hrách 2016
Vzpěračské soutěže na Letních olympijských hrách 2016 v Riu de Janeiro se konaly od 6. srpna do 16. srpna.

## Medailisté

### Muži
| Kategorie  | Zlato                               | výsledek                 | Stříbro                            | výsledek              | Bronz                                 | výsledek           |
| do 56 kg   | Lung Čching-čchüan · Čína (CHN)     | 307 kg SR (137 + 170 OR) | Om Jun-čchol · Severní Korea (PRK) | 303 kg (134 + 169)    | Sinphet Kruaithong · Thajsko (THA)    | 289 kg (132 + 157) |
| do 62 kg   | Óscar Figueroa · Kolumbie (COL)     | 318 kg (142 + 176)       | Eko Yuli Irawan · Indonésie (INA)  | 312 kg (142 + 170)    | Farchad Charki · Kazachstán (KAZ)     | 305 kg (135 + 170) |
| do 69 kg   | Š' Č'-jung · Čína (CHN)             | 352 kg (162 + 190)       | Daniyar İsmayilov · Turecko (TUR)  | 351 kg (163 + 188)    | Luis Javier Mosquera · Kolumbie (COL) | 338 kg (155 + 183) |
| do 77 kg   | Nidžat Rahimov · Kazachstán (KAZ)   | 379 kg (165 + 214 SR)    | Lü Siao-ťün · Čína (CHN)           | 379 kg (177 SR + 202) | Mohamed Iháb Mahmúd · Egypt (EGY)     | 361 kg (165 + 196) |
| do 85 kg   | Kjánúš Rostamí · Írán (IRI)         | 396 kg SR (179 + 217)    | Tchien Tchao · Čína (CHN)          | 395 kg (178 + 217 OR) | Gabriel Sîncrăian · Rumunsko (ROU)    | 390 kg (173 + 217) |
| do 94 kg   | Sohráb Morádí · Írán (IRI)          | 403 kg (182 + 221)       | Vadzim Stralcou · Bělorusko (BLR)  | 395 kg (175 + 220)    | Aurimas Didžbalis · Litva (LTU)       | 392 kg (177 + 215) |
| do 105 kg  | Ruslan Nurudinov · Uzbekistán (UZB) | 431 kg (194 + 237 OR)    | Simon Martirosjan · Arménie (ARM)  | 417 kg (190 + 227)    | Alexandr Zajčikov · Kazachstán (KAZ)  | 416 kg (193 + 223) |
| nad 105 kg | Laša Talachadze · Gruzie (GEO)      | 473 kg SR (215 + 258)    | Gor Minasjan · Arménie (ARM)       | 451 kg (210 + 241)    | Irakli Turmanidze · Gruzie (GEO)      | 448 kg (207 + 241) |

### Ženy
| Kategorie | Zlato                               | výsledek                 | Stříbro                                    | výsledek           | Bronz                                          | výsledek           |
| do 48 kg  | Sopita Tanasanová · Thajsko (THA)   | 200 kg (92 + 108)        | Sri Wahyuni Agustianiová · Indonésie (INA) | 192 kg (85 + 107)  | Hiromi Mijakeová · Japonsko (JPN)              | 188 kg (81 + 107)  |
| do 53 kg  | Sü Šu-ťing · Tchaj-wan (TPE)        | 212 kg (100 + 112)       | Hidilyn Diazová · Filipíny (PHI)           | 200 kg (88 + 112)  | Jun Džin-hui · Jižní Korea (KOR)               | 199 kg (88 + 111)  |
| do 58 kg  | Sukanja Srisuratová · Thajsko (THA) | 240 kg (110 OR + 130)    | Pimsiri Sirikaewová · Thajsko (THA)        | 232 kg (102 + 130) | Kuo Sing-čchun · Tchaj-wan (TPE)               | 231 kg (102 + 129) |
| do 63 kg  | Teng Wej · Čína (CHN)               | 262 kg SR (115 + 147 SR) | Čchoi Hjo-sim · Severní Korea (PRK)        | 248 kg (105 + 143) | Karina Goričevová · Kazachstán (KAZ)           | 243 kg (111 + 132) |
| do 69 kg  | Siang Jen-mej · Čína (CHN)          | 261 kg (116 + 145)       | Žazira Žapparkulová · Kazachstán (KAZ)     | 259 kg (115 + 144) | Sara Ahmedová · Egypt (EGY)                    | 255 kg (112 + 143) |
| do 75 kg  | Rim Džong-sim · Severní Korea (PRK) | 274 kg (121 + 153)       | Darja Navumavová · Bělorusko (BLR)         | 258 kg (116 + 142) | Lidia Valentínová · Španělsko (ESP)            | 257 kg (116 + 141) |
| nad 75 kg | Meng Su-pching · Čína (CHN)         | 307 kg (130 + 177)       | Kim Kuk-hjang · Severní Korea (PRK)        | 306 kg (131 + 175) | Sarah Roblesová · Spojené státy americké (USA) | 286 kg (126 + 160) |

## Přehled medailí
| Pořadí | Země                   | Zlato | Stříbro | Bronz | Celkově |
| ------ | ---------------------- | ----- | ------- | ----- | ------- |
| 1.     | Čína                   | 5     | 2       | –     | 7       |
| 2.     | Thajsko                | 2     | 1       | 1     | 4       |
| 3.     | Írán                   | 2     | –       | –     | 2       |
| 4.     | Severní Korea          | 1     | 3       | –     | 4       |
| 5.     | Kazachstán             | 1     | 1       | 3     | 5       |
| 6.     | Gruzie                 | 1     | –       | 1     | 2       |
|        | Kolumbie               | 1     | –       | 1     | 2       |
|        | Tchaj-wan              | 1     | –       | 1     | 2       |
| 9.     | Uzbekistán             | 1     | –       | –     | 1       |
| 10.    | Arménie                | –     | 2       | –     | 2       |
|        | Bělorusko              | –     | 2       | –     | 2       |
|        | Indonésie              | –     | 2       | –     | 2       |
| 13.    | Filipíny               | –     | 1       | –     | 1       |
|        | Turecko                | –     | 1       | –     | 1       |
| 15.    | Egypt                  | –     | –       | 2     | 2       |
| 16.    | Japonsko               | –     | –       | 1     | 1       |
|        | Jižní Korea            | –     | –       | 1     | 1       |
|        | Litva                  | –     | –       | 1     | 1       |
|        | Rumunsko               | –     | –       | 1     | 1       |
|        | Spojené státy americké | –     | –       | 1     | 1       |
|        | Španělsko              | –     | –       | 1     | 1       |